# Copa de Campeones Árabe 2018-19
La Copa de Campeones Árabe 2018-19 fue la 28ª edición del torneo de fútbol a nivel de clubes más importante del mundo árabe organizado por la UAFA y que contó con la participación de 40 equipos de la región.
Esta edición conmemoró los 100 años del nacimiento del Zayed bin Sultán Al Nahayan, el primer presidente de los Emiratos Árabes Unidos.

## Participantes
| Equipo                     | Posición en Liga                             |                            |                            |
| Entran en la Primera Ronda | Entran en la Primera Ronda                   | Entran en la Primera Ronda | Entran en la Primera Ronda |
| -------------------------- | -------------------------------------------- | -------------------------- | -------------------------- |
| Al-Hilal                   | Campeón de 2016–17 Saudi Professional League |                            |                            |
| Al-Ahli Jeddah             | 2º de 2016–17 Saudi Professional League      |                            |                            |
| Al-Nassr                   | 3º de 2016–17 Saudi Professional League      |                            |                            |
| Al-Ittihad Jeddah          | 4º de 2016–17 Saudi Professional League      |                            |                            |
| Al-Jazira                  | Campeón de 2016–17 UAE Pro-League            |                            |                            |
| Al-Wasl                    | 2º de 2016–17 UAE Pro-League                 |                            |                            |
| Al-Ain                     | 4º de 2016–17 UAE Pro-League                 |                            |                            |
| Al-Riffa                   | 2º de 2016–17 Bahrain First Division League  |                            |                            |
| Al-Muharraq                | 5º de 2016–17 Bahrain First Division League  |                            |                            |
| Al-Quwa Al-Jawiya          | Campeón de 2016–17 Iraqi Premier League      |                            |                            |
| Al-Naft                    | 2º de 2016–17 Iraqi Premier League           |                            |                            |
| Al-Kuwait                  | Campeón de 2016–17 Liga Premier de Kuwait    |                            |                            |
| Al-Qadsia                  | 2º de 2016–17 Liga Premier de Kuwait         |                            |                            |
| Al-Ramtha                  | 5º de 2016–17 Jordan League                  |                            |                            |
| Salam Zgharta              | 2º de 2016–17 Lebanese Premier League        |                            |                            |
| Al-Shabab                  | 2º de 2016–17 Oman Professional League       |                            |                            |
| Al-Jaish                   | Campeón de 2016–17 Syrian Premier League     |                            |                            |
| Entran al Play-off         |                                              |                            |                            |
| Al-Salmiya                 | 6º de 2016–17 Liga Premier de Kuwait         |                            |                            |
| Al-Nejmeh                  | 3º de 2016–17 Lebanese Premier League        |                            |                            |
| Al-Faisaly                 | 9º de 2016–17 Saudi Professional League      |                            |                            |

| Equipo                     | Posición en Liga                                    |                            |                            |
| Entran en la Primera Ronda | Entran en la Primera Ronda                          | Entran en la Primera Ronda | Entran en la Primera Ronda |
| -------------------------- | --------------------------------------------------- | -------------------------- | -------------------------- |
| ES Sétif                   | Campeón de 2016–17 Algerian Ligue Professionnelle 1 |                            |                            |
| MC Alger                   | 2º de 2016–17 Algerian Ligue Professionnelle 1      |                            |                            |
| USM Alger                  | 3º de 2016–17 Algerian Ligue Professionnelle 1      |                            |                            |
| Al-Ahly                    | Campeón de 2016–17 Egyptian Premier League          |                            |                            |
| Zamalek                    | 3º de 2016–17 Egyptian Premier League               |                            |                            |
| Ismaily                    | 6º de 2016–17 Egyptian Premier League               |                            |                            |
| Espérance de Tunis         | Campeón de 2016–17 Tunisian Ligue Professionnelle 1 |                            |                            |
| Étoile du Sahel            | 2º de 2016–17 Tunisian Ligue Professionnelle 1      |                            |                            |
| CS Sfaxien                 | 4º de 2016–17 Tunisian Ligue Professionnelle 1      |                            |                            |
| Wydad Casablanca           | Campeón de 2016–17 Botola                           |                            |                            |
| Raja Casablanca            | 3º de 2016–17 Botola                                |                            |                            |
| Al-Ahly Tripoli            | Campeón de 2016 Libyan Premier League               |                            |                            |
| Al-Merrikh                 | 2º de 2017 Sudan Premier League                     |                            |                            |
| Entran al Play-off         |                                                     |                            |                            |
| Al-Ittihad Alexandria      | 8º de 2016–17 Egyptian Premier League               |                            |                            |
| ASAC Concorde              | Campeón de 2016-17 Ligue 1 Mauritania               |                            |                            |
| FUS Rabat                  | 7º de 2016–17 Botola                                |                            |                            |
| Club Africain              | 3º de 2016–17 Tunisian Ligue Professionnelle 1      |                            |                            |
| Entran en la Preliminar    |                                                     |                            |                            |
| Ngazi de Mirontsi          | 5º de 2017 Comoros Premier League                   |                            |                            |
| ASAS Djibouti Télécom      | Campeón de 2016–17 Djibouti Premier League          |                            |                            |
| Banadir                    | 2º de 2016–17 Somali First Division                 |                            |                            |

| - Palestina - Catar - Yemen |

## Ronda Preliminar
Los partidos se jugaron en Yibuti.
| Pos. | Equipo                    | Pts. | PJ | G | E | P | GF | GC | Dif. | Clasificación |
| ---- | ------------------------- | ---- | -- | - | - | - | -- | -- | ---- | ------------- |
| 1    | ASAS Djibouti Télécom (H) | 4    | 2  | 1 | 1 | 0 | 4  | 2  | +2   | Play-off      |
| 2    | Banadir (E)               | 4    | 2  | 1 | 1 | 0 | 4  | 3  | +1   |               |
| 3    | Ngazi de Mirontsi (E)     | 0    | 2  | 0 | 0 | 2 | 3  | 6  | −3   |               |

 Fuente: Goalzz
Criterios de clasificación: 1) Puntos; 2) Gol diferencia; 3) Goles anotados.
| Equipo 1              | Resultado | Equipo 2              |
| --------------------- | --------- | --------------------- |
| ASAS Djibouti Télécom | 1-1       | Banadir               |
| Banadir               | 3-2       | Ngazi Sport           |
| Ngazo Sport           | 1-3       | ASAS Djibouti Télécom |

## Playoff
Los partidos se jugaron en Jeddah, Arabia Saudita.

### Grupo A
| Pos. | Equipo            | Pts. | PJ | G | E | P | GF | GC | Dif. | Clasificación |
| ---- | ----------------- | ---- | -- | - | - | - | -- | -- | ---- | ------------- |
| 1    | Al-Nejmeh         | 9    | 3  | 3 | 0 | 0 | 7  | 1  | +6   | Primera Ronda |
| 2    | Club Africain (E) | 4    | 3  | 1 | 1 | 1 | 4  | 4  | 0    |               |
| 3    | ASAC Concorde (E) | 3    | 3  | 1 | 0 | 2 | 4  | 7  | −3   |               |
| 4    | Al-Faisaly (E)    | 1    | 3  | 0 | 1 | 2 | 4  | 7  | −3   |               |

 Fuente: Goalzz
Criterios de clasificación: 1) Puntos; 2) Gol diferencia; 3) Goles anotados.
| 17 de mayo de 2018 | Club Africain              | 2–2     | Al-Faisaly                   | King Abdullah Sports City, Jeddah |                                  |
|                    | Dhaouadi 58' · Khefifi 60' | Reporte | Zé Eduardo 13' · Mendash 90' | Árbitro(s): Mohanad Qasim Sarray  | Árbitro(s): Mohanad Qasim Sarray |

| 17 de mayo de 2018 | Al-Nejmeh                                     | 4–0     | ASAC Concorde | King Abdullah Sports City, Jeddah |                                  |
|                    | Siblini 15' 40' · Alaeddine 52' · Maatouk 64' | Reporte |               | Árbitro(s): Sabri Mohammed Fadul  | Árbitro(s): Sabri Mohammed Fadul |

| 20 de mayo de 2018 | Al-Faisaly   | 1–2     | Al-Nejmeh                 | King Abdullah Sports City, Jeddah |                            |
|                    | Luisinho 48' | Reporte | Matar 53' · Al Hajj 90+1' | Árbitro(s): Redouane Jiyed        | Árbitro(s): Redouane Jiyed |

| 20 de mayo de 2018 | ASAC Concorde | 1–2     | Club Africain               | King Abdullah Sports City, Jeddah |                              |
|                    | Mohamed 62'   | Reporte | Chammakhi 54' · Khefifi 63' | Árbitro(s): Lahlou Benbraham      | Árbitro(s): Lahlou Benbraham |

| 23 de mayo de 2018 | Al-Nejmeh          | 1–0     | Club Africain | King Abdullah Sports City, Jeddah |                            |
|                    | Maatouk 68' (pen.) | Reporte |               | Árbitro(s): Redouane Jiyed        | Árbitro(s): Redouane Jiyed |

| 23 de mayo de 2018 | Al-Faisaly | 1–3 | ASAC Concorde         | King Abdullah Sports City, Jeddah |                              |
|                    | Hyland 53' |     | Seck 35' 78' · Sy 71' | Árbitro(s): Lahlou Benbraham      | Árbitro(s): Lahlou Benbraham |

### Grupo B
| Pos. | Equipo                    | Pts. | PJ | G | E | P | GF | GC | Dif. | Clasificación |
| ---- | ------------------------- | ---- | -- | - | - | - | -- | -- | ---- | ------------- |
| 1    | Al-Ittihad Alexandria     | 7    | 3  | 2 | 1 | 0 | 14 | 1  | +13  | Primera Ronda |
| 2    | FUS Rabat (E)             | 7    | 3  | 2 | 1 | 0 | 13 | 1  | +12  |               |
| 3    | Al-Salmiya (E)            | 3    | 3  | 1 | 0 | 2 | 4  | 10 | −6   |               |
| 4    | ASAS Djibouti Télécom (E) | 0    | 3  | 0 | 0 | 3 | 0  | 19 | −19  |               |

 Fuente: Goalzz
Criterios de clasificación: 1) Puntos; 2) Gol diferencia; 3) Goles anotados.
| 18 de mayo de 2018 | Al-Ittihad Alexandria | 1–1     | FUS Rabat   | King Abdullah Sports City, Jeddah |                               |
|                    | Cissé 28'             | Reporte | Louadni 13' | Árbitro(s): Mohammed Al Hoish     | Árbitro(s): Mohammed Al Hoish |

| 18 de mayo de 2018 | Al-Salmiya                                                        | 4–0     | ASAS Djibouti Télécom | King Abdullah Sports City, Jeddah |                                  |
|                    | Al Enezi 7' · Al-Khatib 9' · Al-Saify 22' (pen.) · Al Rashidi 74' | Reporte |                       | Árbitro(s): Ahmed Yacoub Ibrahim  | Árbitro(s): Ahmed Yacoub Ibrahim |

| 21 de mayo de 2018 | Al-Salmiya | 0–5     | Al-Ittihad Alexandria                                   | King Abdullah Sports City, Jeddah |                                  |
|                    |            | Reporte | Banahene 18' 90' · El Deeb 43' · Cissé 63' · Khaled 83' | Árbitro(s): Mohanad Qasim Sarray  | Árbitro(s): Mohanad Qasim Sarray |

| 21 de mayo de 2018 | ASAS Djibouti Télécom | 0–7     | FUS Rabat                                                                                                  | King Abdullah Sports City, Jeddah  |                                    |
|                    |                       | Reporte | Anouar 25' · Diakité 36' · El Bahraoui 38' · Badamosi 66' · El Bettache 68' · Louani 86' · El Bassil 90+4' | Árbitro(s): Khalid Saleh Al-Turais | Árbitro(s): Khalid Saleh Al-Turais |

| 24 de mayo de 2018 | Al-Ittihad Alexandria                                                              | 8–0     | ASAS Djibouti Télécom | King Abdullah Sports City, Jeddah  |                                    |
|                    | Cissé 5' · Banahene 18' 43' · Gedo 55' 83' 90+1' · Kabouria 81' · Abdel Maguid 82' | Reporte |                       | Árbitro(s): Khalid Saleh Al-Turais | Árbitro(s): Khalid Saleh Al-Turais |

| 24 de mayo de 2018 | FUS Rabat                                                            | 5–0     | Al-Salmiya | Prince Mohammed bin Abdullah Al Faisal Stadium, Jeddah |                                  |
|                    | Zerhouni 41' · Skouma 45' · Diakité 50' · Herimat 79' · Badamosi 90' | Reporte |            | Árbitro(s): Ahmed Yacoub Ibrahim                       | Árbitro(s): Ahmed Yacoub Ibrahim |

## Primera Ronda
| Equipo 1              | Agr.        | Equipo 2           | Ida | Vuelta |
| --------------------- | ----------- | ------------------ | --- | ------ |
| Zamalek               | 1–1 (a)     | Al-Qadsia          | 0–0 | 1–1    |
| Al-Ain                | 2–2 (a)     | ES Sétif           | 1–2 | 1–0    |
| Ismaily               | 2–2 (4–2 p) | Al-Kuwait          | 2–0 | 0–2    |
| Salam Zgharta         | 2–3         | Raja Casablanca    | 1–2 | 1–1    |
| Al-Ittihad Jeddah     | 1–1 (a)     | Al-Wasl            | 1–1 | 0–0    |
| Al-Naft               | 3–3 (a)     | CS Sfaxien         | 1–1 | 2–2    |
| Al-Hilal              | 2–0         | Al-Shabab          | 1–0 | 1–0    |
| Al-Riffa              | 1–2         | MC Alger           | 1–2 | 0–0    |
| Étoile du Sahel       | 6–2         | Al-Ramtha          | 3–1 | 3–1    |
| Al-Quwa Al-Jawiya     | 0–4         | USM Alger          | 0–1 | 0–3    |
| Al-Jazira             | 2–6         | Al-Nassr           | 1–2 | 1–4    |
| Al-Ittihad Alexandria | 3–3 (a)     | Espérance de Tunis | 1–1 | 2–2    |
| Wydad Casablanca      | 2–2 (4–2 p) | Al-Ahly Tripoli    | 1–1 | 1–1    |
| Al-Jaish              | 2–4         | Al-Merrikh         | 1–3 | 1–1    |
| Al-Ahly               | 4–1         | Al-Nejmeh          | 0–0 | 4–1    |
| Al-Muharraq           | 0–5         | Al-Ahli Jeddah     | 0–2 | 0–3    |

## Segunda Ronda
| Equipo 1              | Agr.        | Equipo 2        | Ida | Vuelta |
| --------------------- | ----------- | --------------- | --- | ------ |
| Al-Merrikh            | 4–3         | USM Alger       | 4–1 | 0–2    |
| Al-Nassr              | 1–3         | MC Alger        | 0–1 | 1–2    |
| Al-Ahly               | 3–3 (a)     | Al-Wasl         | 2–2 | 1–1    |
| Wydad Casablanca      | 0–1         | Étoile du Sahel | 0–0 | 0–1    |
| Al-Hilal              | 6–0         | Al-Naft         | 4–0 | 2–0    |
| Ismaily               | 0–0 (2–4 p) | Raja Casablanca | 0–0 | 0-0    |
| Al-Ittihad Alexandria | 1–1 (4–3 p) | Zamalek         | 0–1 | 1–0    |
| ES Sétif              | 1–2         | Al-Ahli Jeddah  | 0–1 | 1–1    |

## Cuartos de final
| Equipo 1        | Agr. | Equipo 2              | Ida | Vuelta |
| --------------- | ---- | --------------------- | --- | ------ |
| Al-Hilal        | 3-0  | Al-Ittihad Alexandria | 3-0 | 0-0    |
| Al-Wasl         | 3-4  | Al-Ahli Jeddah        | 2-2 | 1-2    |
| Raja Casablanca | 1-2  | Étoile du Sahel       | 0-2 | 1-0    |
| MC Alger        | 0-3  | Al-Merrikh            | 0-0 | 0-3    |

## Semifinales
| Equipo 1        | Agr.        | Equipo 2       | Ida | Vuelta |
| --------------- | ----------- | -------------- | --- | ------ |
| Al-Hilal        | 1–1 (3–2 p) | Al-Ahli Jeddah | 1-0 | 0-1    |
| Étoile du Sahel | 1-0         | Al-Merrikh     | 1-0 | 0-0    |

## Final
| Equipo 1 | Resultado | Equipo 2        |
| -------- | --------- | --------------- |
| Al-Hilal | 1–2       | Étoile du Sahel |

## Transmisión
| País                   | Canal de TV  |
| ---------------------- | ------------ |
| Emiratos Árabes Unidos | AD Sports HD |